# Lana Clarkson
Lana Jean Clarkson (Long Beach, California; 5 de abril de 1962-Alhambra, California; 3 de febrero de 2003) fue una actriz y modelo estadounidense que fue asesinada por el músico y productor discográfico Phil Spector.

## Biografía
Trabajó en más de treinta proyectos, entre películas y series de televisión, en general producciones de bajo presupuesto. En cine su debut fue 1982 en la cinta Fast Times at Ridgemont High. Pero uno de sus papeles más recordados fue en el film, hoy de culto, Barbarian Queen (1985), donde interpretó a la heroína Amethea. Además, tuvo breves apariciones en Scarface (1983) y Amazon Women on the Moon (1987), dos realizaciones de los grandes estudios de Hollywood.

## Asesinato
El 3 de febrero de 2003, a los cuarenta años, apareció muerta de un disparo en la boca en la mansión del productor musical Phil Spector. Aunque Spector fue acusado de asesinato y llevado a juicio, el proceso fue declarado nulo por la Justicia de Los Ángeles. Un nuevo juicio, iniciado a finales de 2008, declaró a Spector culpable de homicidio en segundo grado y condenado a 19 años en prisión, aunque solo cumplió 12, a causa de su muerte en prisión, en el año 2021.

## Filmografía

### Film
| Año  | Título                                       | Rol                                 | Notas                                 |
| ---- | -------------------------------------------- | ----------------------------------- | ------------------------------------- |
| 1982 | My Favorite Year                             | Mujer en paquete de cigarros dorado | No acreditado                         |
| 1982 | Fast Times at Ridgemont High                 | Vargas                              |                                       |
| 1983 | Deathstalker                                 | Kaira                               | Título alternativo: Warrior King      |
| 1983 | Brainstorm                                   | Joven en fantasía                   | No acreditado                         |
| 1983 | Scarface                                     | Mujer en el Babylon Club #6         | Extra                                 |
| 1983 | Female Mercenaries                           |                                     |                                       |
| 1984 | Blind Date                                   | Rachel                              |                                       |
| 1985 | Barbarian Queen                              | Amethea                             |                                       |
| 1987 | Amazon Women on the Moon                     | Alpha Beta                          | (segmento "Amazon Women on the Moon") |
| 1989 | Wizards of the Lost Kingdom II               | Amathea                             |                                       |
| 1990 | The Haunting of Morella                      | Coel                                |                                       |
| 1990 | Barbarian Queen II: The Empress Strikes Back | Princesa Athalia                    | Directo a video                       |
| 1997 | Vice Girls                                   | Jan Cooper                          |                                       |
| 1997 | Love in Paris                                | Mujer en show de modas              | Título alternativo: Another 9½ Weeks  |
| 1997 | Retroactive                                  |                                     | Stunts                                |
| 2000 | Little Man on Campus                         | Joyce                               | Corto                                 |
| 2001 | March                                        | Dra. Ellen Taylor                   | (último papel)                        |

### Televisión
| Año       | Título                         | Rol                           | Notas                                  |
| --------- | ------------------------------ | ----------------------------- | -------------------------------------- |
| 1983      | Three's Company                | Sharon Gordon                 | Episodio: "Alias Jack Tripper"         |
| 1983      | The Jeffersons                 | Sofia                         | Episodio: "Who's the Fairest?"         |
| 1984      | Brothers                       | Vanessa                       | Episodio: "Fear of Flying"             |
| 1984      | The New Mike Hammer            | Masajista                     | Episodio: "Kill Devil"                 |
| 1984      | Riptide                        | Kelly                         | Episodio: "Catch of the Day"           |
| 1984      | Knight Rider                   | Marilyn                       | Episodio: "The Rotten Apples"          |
| 1984      | Who's the Boss?                | Nanette                       | Episodio: "Sports Buddies"             |
| 1985      | The A-Team                     | Novia de Sonny Monroe         | Episodio: "Champ!"                     |
| 1985      | George Burns Comedy Week       | Bibliotecaria                 | Episodio: "Disaster at Buzz Creek"     |
| 1985–1990 | Night Court                    | Roles diversos                | 2 episodios                            |
| 1986      | Hotel                          | Sheila Carlson                | Episodio: "Hidden Talents"             |
| 1986      | Amazing Stories                | Sra. Ellis                    | Episodio: "Miscalculation"             |
| 1986      | The Love Boat                  | Angela                        | Episodio: "The Shipshape Cruise"       |
| 1988      | It's a Living                  | Fawn                          | Episodio: "Skin Deep"                  |
| 1992      | Wings                          | Janine                        | Episodio: "Noses Off"                  |
| 1993–1995 | Silk Stalkings                 | Roles diversos                | 2 episodios                            |
| 1996      | Night Stand with Dick Dietrick | Jamie                         | Episodio: "Getting Even"               |
| 1996      | Land's End                     | Kay                           | Episodio: "Who's Killing Cole Porter?" |
| 2000      | 18 Wheels of Justice           | Marta                         | Episodio: "Revelation"                 |
| 2001      | Black Scorpion                 | Dr. Sarah Bellum / Mindbender | Episodio: "Virtual Vice"               |